# متسبيه يريحو

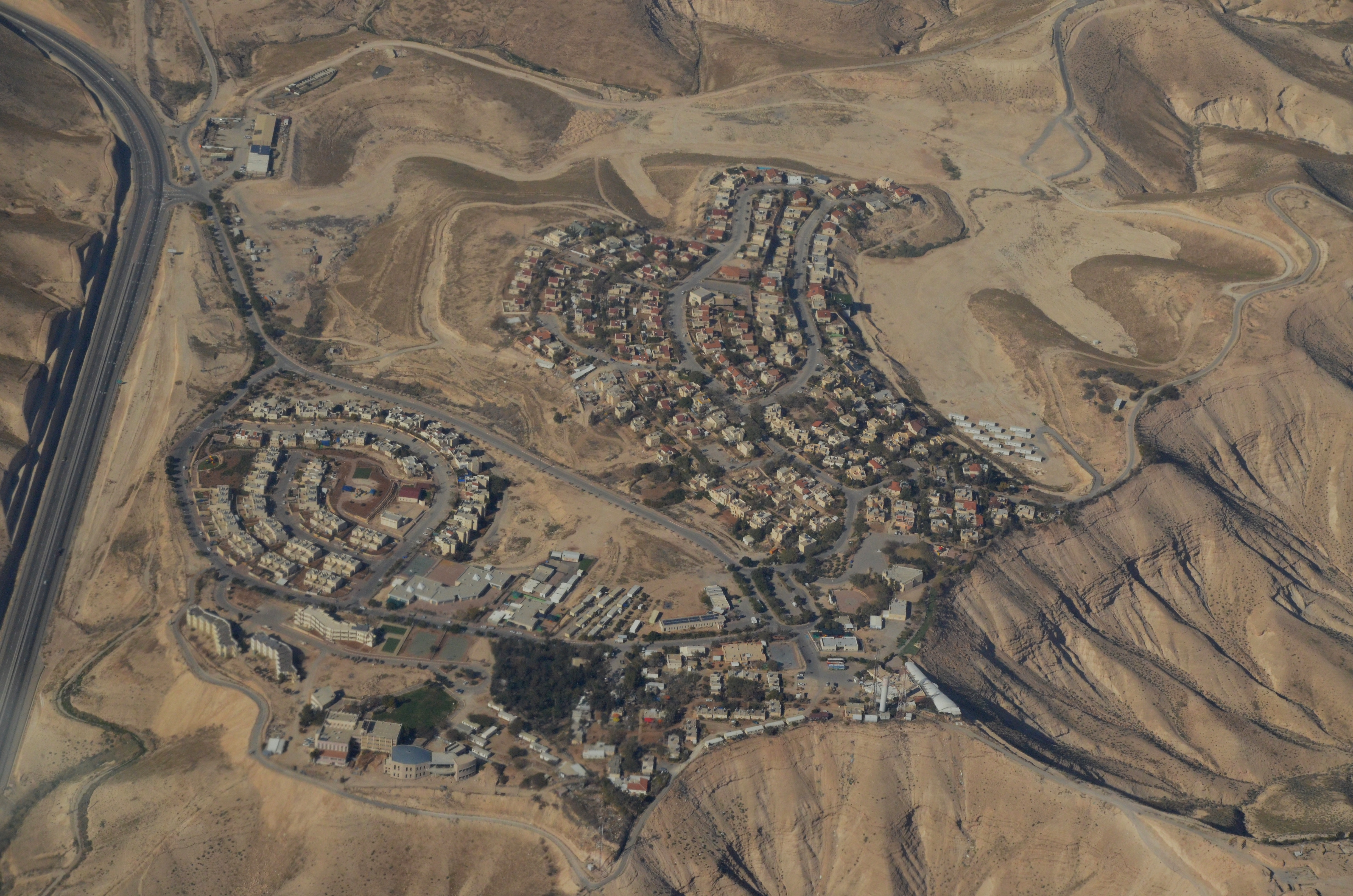
لقطة من أعلى للمستوطنة في فبراير 2014

متسبيه يريحو (بالعبرية: מִצְפֵּה יְרִיחוֹ) مستوطنة إسرائيلية أقامها الاحتلال في أراضي الضفة الغربية. تقع على بعد 20 كم إلى الشرق من القدس و7 كم غرب جنوب أريحا وعلى بعد 10 كم إلى الشرق من معاليه أدوميم على طول الطريق السريع رقم 1 . في عام 2007 بلغ عدد سكانها قرابة 1,700. ويعتبر المجتمع الدولي المستوطنات الإسرائيلية في الضفة الغربية غير قانونية بموجب القانون الدولي، ولكن الحكومة الإسرائيلية ترفض ذلك.